# Czerwony świt
Czerwony świt – amerykański film wojenny z 1984, w reżyserii Johna Miliusa. Opowiada o inwazji komunistycznych oddziałów wojskowych na małe miasteczko w Stanach Zjednoczonych.

## Obsada
- Patrick Swayze – Jed Eckert
- C. Thomas Howell – Robert Morris
- Charlie Sheen – Matt Eckert
- Jennifer Grey – Toni Mason
- Lea Thompson – Erica Mason
- Darren Dalton – Daryl Bates
- Brad Savage – Danny Bates
- Doug Toby – Arturo „Aardvark” Mondragon
- Powers Boothe – podpułkownik Andy Tanner
- Ron O’Neal – pułkownik Ernesto Bella
- William Smith – pułkownik Strelnikov
- Ben Johnson – pan Manson
- Frank McRae – pan Teasdale
- Władysław Sheybal – generał armii Bratchenko

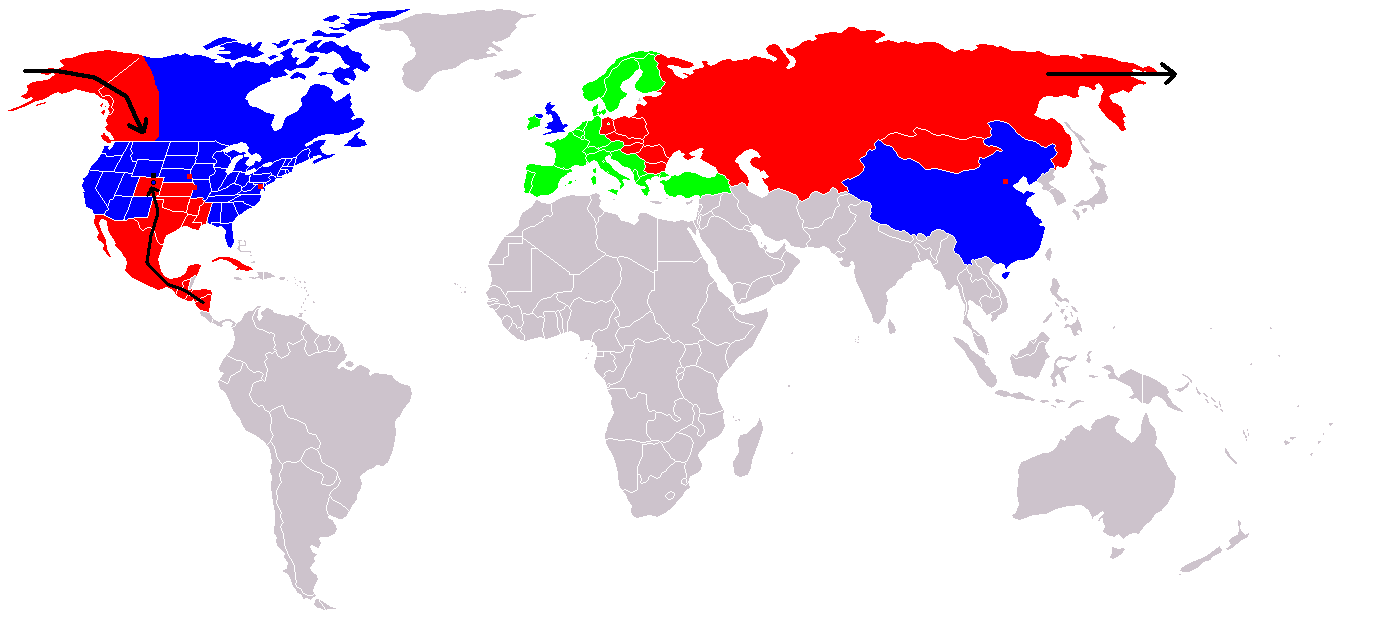
Mapa wydarzeń przedstawionych w filmie:
Kolor niebieski: Stany Zjednoczone i ich sojusznicy: Kanada, Wielka Brytania i Chińska Republika Ludowa.
Kolor czerwony: Związek Radziecki wraz z podbitymi terytoriami i jego sojusznicy: Kuba i Nikaragua.
Kolor zielony: Neutralne państwa Europy Zachodniej.
Czerwone kropki pokazują miasta zniszczone przez bomby atomowe: Waszyngton, D.C., Omaha (Nebraska), Kansas City (Missouri) i Pekin (Chiny)

- Harry Dean Stanton – Tom Eckert
- Roy Jenson – Samuel Morris
- Waldemar Kalinowski – żołnierz #2
- Pepe Serna – ojciec Aardvarka